# Olivier Toussaint
Olivier Toussaint (* in Paris) ist ein französischer Komponist und Sänger. Als Komponist nennt er sich auch Oliver Toussaint.

## Leben und Wirken
Nach einem Studium der Wirtschafts- und Sozialwissenschaft in Paris wurde Toussaint als Musiker aktiv. Er fand sich Ende der 1960er Jahre mit Paul de Senneville zu einem erfolgreichen Komponisten-Duo zusammen. Sie schrieben für Künstler wie Michel Polnareff, Dalida oder Mireille Mathieu. Ein großer Erfolg war die Dolannes Melodie für Jean-Claude Borelly 1975. 1976 gründeten sie ihr eigenes Musiklabel Delphine, für welches sie Richard Clayderman entdeckten. Dessen Ballade pour Adeline, komponiert von Toussaint und de Senneville, wurde ebenso ein internationaler Erfolg. 
In den 1970er Jahren war Toussaint Komponist für eine Vielzahl französischer Erotikfilme.
Toussaint wurde zusammen mit der Sängerin Caline ausgewählt, Monaco beim Concours Eurovision de la Chanson 1978 zu vertreten. Mit Les jardins de Monaco erreichte das Duo den vierten Platz.
Toussaint ist aktuell im Management für seine Musiklabel und dessen Künstler Richard Clayderman tätig.

## Bands
Von Anfang der 1970er bis Mitte der 1980er Jahre sang und komponierte Toussaint zusammen mit seinem Partner de Senneville für deren französische Popgruppe Pop Concerto Orchestra. Mit dem Titel Eden is a Magic World (1982) konnte man einen Nr.1-Hit in den französischen Charts verbuchen.
Für das Label AZ gründeten die beiden 1972 die Popgruppe Anarchic System.